# モーリス・クーヴ・ド・ミュルヴィル
モーリス・クーヴ・ド・ミュルヴィル（フランス語：Maurice Couve de Murville、1907年1月24日 - 1999年12月24日）は、フランスの政治家、外交官。シャルル・ド・ゴール政権で第3代フランス首相、初代外務大臣を務めた。第五共和政の独自外交の礎を築き、戦後のフランスを代表する外政家である。

## 生涯
1907年1月24日にマルヌ県ランスに誕生する。生家はプロテスタントの旧家で、1925年までクーヴ家を名乗っていたが、彼の父の代になって、ド・ミュルヴィルを付け加えた。
1922年にコンクール・ジェネラルを受験。後のパリ政治学院とパリ大学を卒業後、1930年に会計検査院に入省。1940年にヴィシー政権が成立すると対外財務担当長官に就任する。1943年3月にアメリカ軍が北アフリカに進出すると、ヴィシー政権から離れ、自由フランスに投じた。ヴィシー政権の高官では数少ない1人である。クーヴ・ド・ミュルヴィルはスペイン経由でアルジェに逃亡し、ここでアンリ・ジロー将軍の指揮下に入った。1943年6月7日にフランス国民解放委員会（CFLN）財政担当委員に就任し、2ヶ月後にシャルル・ド・ゴールと合流して1945年にフランス共和国臨時政府（GPRF）で大使級となってイタリアに派遣された。
戦後は1950年に駐エジプト大使、1954年に北大西洋条約機構（NATO）担当大使、1955年に駐アメリカ大使、1956年にドイツ大使を歴任する。1958年にシャルル・ド・ゴールが政権に復帰すると、外務大臣に任命される。以後ミシェル・ドブレと交代するまで10年の長きに渡って外務大臣職にあって、ド・ゴール主義に基づく独自外交を展開した。1968年に蔵相を短期間務めた後、ジョルジュ・ポンピドゥーの後任として首相に就任する。ポンピドゥーが大統領に当選し、首相をジャック・シャバン＝デルマスと交代した。
その後もド・ゴール派の議員として活躍し、共和国民主連合、共和国連合に所属した。1986年に上院議員（元老院議員）となり、1995年まで務めた。1999年にパリで92歳で死去した。

## 関連文献

### 著作物
- Une politique étrangère, 1958-1969 (1971). ISBN unknown
- Le Monde en face (1989). ISBN 2-259-02222-7